# Новий Кіней
«Новий Кіней» — трактат французького письменника Емері Крюсе 1632 року, а також однойменний проект єдиної Європи, висунутий ним.

## Загальна характеристика проєкту
«Новий Кіней, або міркування про стан, який надає можливості й засоби для встановлення загального миру й свободи торгівлі в усьому світі» (фр. Nouveau Cynée ou Discours d'Estat représentant les occasions et moyens d'establir une paix générale et la liberté de commerce pour tout le monde) був опублікований у Франції до обнародування «Великого проєкту» М. де Сюллі. «Новий Кіней», на думку автора, повинен був наставляти володарів сучасного йому світу.
Е. Крюсе уявляє себе у вигляді миротворця Кінея при дворі царя Пірра (319–272 до н. е.). Згідно з твердженням Плутарха, Кіней був мудрим порадником античного царя Пірра, який умовляв його уникати воєн. Е.Крюсе вважав, що при всій важливості внутрішнього миру, важливіше за все — мир між країнами, який є найкращою гарантією його внутрішнього процвітання. Основою створення миролюбного суспільства держав є дотримання природних прав людей на життя і добробут. Автор проекту вважав, що основна причина воєн — у політичній нетерпимості. Конфлікти можуть бути усунуті, якщо всі люди, у першу чергу монархи, стануть керуватися у своїх діях усвідомленням єдності людей і взаємозв'язку, що існує між ними. Для вирішення конфліктів і розгляду суперечок пропонувалося створити Раду, або Асамблею, — міжнародний орган із керівників держав. Рішення в цьому органі повинні були прийматися абсолютною більшістю голосів. Асамблея організовує спеціальні комітети, які займаються певними сферами. Е. Крюсе передбачав також створення міжнародного третейського трибуналу для запобігання воєн. Критикуючи громадянські та загарбницькі війни, він закликав до ліквідації піратства і створення умов для розвитку торгівлі.
Для Е. Крюсе характерна надзвичайна широта поглядів, релігійна і політична нетерпимість. Він адресує свій проект «всім людям доброї волі» незалежно від раси чи релігії; він проти всякого використання зброї для вирішення міжнародних суперечок. На думку Е. Крюсе, єдність світу буде досягнута поступово: спочатку це буде міжнародна європейська організація, а потім — всесвітня. Його план передбачав створення дійсно загального миру шляхом включення в союз не тільки держав Європи, а й Османської імперії, Китаю, Індії, Ефіопії та інших країн. У трактаті підкреслювалося, що якщо держави приймуть рішення про досягнення загального миру, вони створять безмежні можливості для процвітання власних країн. Створення союзу держав сприятиме розвитку економічних зв'язків і свободи торгівлі, створенню єдиної системи світської початкової освіти, введенню єдиної валюти, системи мір і ваг. «Новий Кіней» ставив на меті проведення митної реформи і створення мережі каналів, які б поєднували важливі водні артерії для розвитку торгівлі.

## Значення проєкту
Проект Е. Крюсе багато в чому є утопічним, проте він побудований на прагматичному принципі, доводячи, що мир є вигіднішим за війну. Відмінною особливістю проєкту є те, що він пропагував загальний мир, не обмежений лише християнськими країнами або лише Європою.
«Новий Кіней» Е. Крюсе не отримав широкого визнання серед сучасників, і лише у XIX столітті був використаний філософами і політиками, які розробляли план мирного співіснування народів.